# Соколов, Денис Юрьевич
Денис Юрьевич Соколов (27 января 1977, Свердловск, СССР) — российский хоккеист, защитник. Воспитанник свердловского хоккея.

## Карьера
Денис Соколов начал свою профессиональную карьеру в 1993 году в составе родного екатеринбургского «Автомобилиста». Там он выступал до 2001 года. За это время команда сменила несколько названий.
Перед началом сезона 2001/2002 Денис перешёл в казанский «Ак Барс», в составе которого стал серебряным призёром российского первенства. В 2002 году Соколов подписал контракт с пермским клубом «Молот-Прикамье». С 2003 по 2007 год Денис выступал за нижнекамский «Нефтехимик».
Сезон 2007/2008 Соколов провёл в ярославском «Локомотиве», вместе с которым во второй раз в своей карьере завоевал серебряные медали чемпионата России. В следующем сезоне Денис вернулся в Нижнекамск, а спустя год подписал контракт с новосибирской «Сибирью».
9 августа 2010 года Соколов подписал контракт с «Автомобилистом». 31 января 2011 года Денис перешёл в нижегородское «Торпедо», в составе которого за остаток сезона провёл лишь 5 матчей.
4 июля 2011 года Соколов принял решение вернуться в «Автомобилист».
10 сентября 2012 года в матче «Автомобилиста» против «Трактора» один из игроков челябинской команды случайно разрезал Денису коньком артерию на шее. Хоккеист потерял около полулитра крови и был доставлен в больницу, однако уже спустя несколько дней вновь вышел на лёд.

## Достижения
- Серебряный призёр чемпионата России (2): 2002, 2008.

## Статистика
| Легенда | Легенда                    | Легенда | Легенда                   | Легенда | Легенда    |
| ------- | -------------------------- | ------- | ------------------------- | ------- | ---------- |
| И       | Количество проведённых игр | Штр     | Штрафное время            | +/−     | Плюс-минус |
| Г       | Голы                       | П       | Голевые передачи          | О       | Очки       |
| -       | Статистика неизвестна      | —       | Статистика не учитывалась |         |            |

### Клубная карьера
- a В этом сезоне в «Плей-офф» учитывается статистика игрока в Кубке Надежды.